# Stola Reale

Una raffigurazione di Giorgio VI incoronato mentre indossa la Supertunica, la Stola Reale e la Veste Reale

La Stola Reale (in inglese: Stole Royal; talvolta erroneamente chiamata Armilla) è un elemento di regalia utilizzato durante l'incoronazione di un monarca britannico, simile alle stole indossate come paramenti dai chierici. Viene indossata dopo l'unzione del monarca e durante l'incoronazione, la ricezione dell'omaggio e la conclusione della comunione. La Stola Reale viene rimossa, con altri indumenti, prima della processione dall'abbazia di Westminster per la quale viene indossata la Veste Imperiale.

## Utilizzo
Il monarca entra nell'abbazia di Westminster per la sua incoronazione indossando la Veste di Stato. Questa viene rimossa per la cerimonia dell'unzione in cui indossa il colobium sindonis ('tunica sudario'), una veste volutamente semplice. Dopo l'unzione il monarca indossa la Supertunica più ornata sopra il colobium. Dopo essere stato investito di insegne tra cui gli Speroni, la Spada dell'Offerta e gli Armilles, il monarca indossa la Stola Reale e la Veste Reale sopra la Supertunica per la cerimonia dell'incoronazione.
Subito dopo aver indossato la Stola Reale e la Veste Reale, il monarca viene investito del globo, dell'anello e degli scettri. Dopo che il monarca è stato incoronato dall'arcivescovo di Canterbury e ha ricevuto l'omaggio dei vescovi, dei pari del regno e dei membri della famiglia reale, l'atto della comunione è concluso e il monarca procede verso il santuario e la tomba di Sant'Edoardo il Confessore. Qui le insegne, la Veste Reale e la Stola Reale vengono rimosse e sostituite con la Veste Imperiale che viene indossata per la processione cerimoniale fuori dalla chiesa. Durante l'incoronazione il monarca viene rivestito dal Lord Gran Ciambellano che è assistito dal Groom of the Robes e dal Master of the Robes o Mistress of the Robes.
La Stola Reale è simile alle stole indossate come paramenti dai sacerdoti. È un pezzo di stoffa lungo e stretto indossato attorno al collo con le due estremità che pendono sul davanti. Le Stole Reali sono solitamente ricamate con filo d'oro e d'argento e decorate con gioielli e perle. La Stola Reale è talvolta chiamata impropriamente Armilla, sebbene questo si riferisca ai due bracciali in stile medievale indossati più o meno nello stesso periodo della Stola Reale.
Si pensa che la pratica di usare una Stola Reale alle incoronazioni risalga a molti anni fa. Re Edoardo I fu sepolto con le sue vesti dell'incoronazione e quando la sua tomba fu aperta nel 1774, tra gli oggetti trovati c'era una stola.

## Stola Reale della regina Vittoria
La Stola Reale della regina Vittoria era foderata di sarsina cremisi e ricamata con aquile, rose, gigli, croci e corone.

## Stola Reale del re Edoardo VII
La Stola Reale indossata da Edoardo VII alla sua incoronazione nel 1902 era larga 3 pollici (7,6 cm) e lunga un'ansa, 45 pollici (110 cm).

## Stola Reale del re Giorgio V
La Stola Reale di Giorgio V era fatta di stoffa d'oro con una fodera di seta color rosa. La stola era larga 3 pollici (7,6 cm) e lunga 9 piedi (270 cm) e aveva una frangia di lingotti d'oro a entrambe le estremità. A ciascuna estremità aveva la Croce rossa di San Giorgio su sfondo bianco. Sopra la croce c'era un ricamo raffigurante un'aquila, che rappresentava l'Impero, sormontata dai simboli delle Home Nations: una rosa (per l'Inghilterra), un cardo (per la Scozia), un trifoglio (per l'Irlanda), un drago (per il Galles). Sopra questi c'erano i simboli dei domini: un loto (per l'India), un acero (per il Canada), un fiore di mimosa (per il Sudafrica), la Croce del Sud (per l'Australia) e le stelle della bandiera della Nuova Zelanda.

## Stola Reale del re Giorgio VI
La Stola Reale di Giorgio VI era realizzata in tessuto dorato e decorata con simboli dell'Impero in filo colorato e disposti in un motivo fluido.

## Stola Reale della regina Elisabetta II
Elisabetta II indossava una stretta Stola Reale di seta dorata con estremità frangiate e una fodera di seta rossa. Questa Stola Reale fu realizzata nel 1953 dalla Worshipful Company of Girdlers, basata su modelli medievali. Presentava ricami intricati che mostravano vari simboli religiosi, nazionali e del Commonwealth. Tra i simboli cristiani utilizzati vi sono le croci di Sant'Andrea, San Giorgio e San Patrizio, i santi patroni di Scozia, Inghilterra e Irlanda, e le chiavi incrociate di San Pietro, uno dei primi leader della chiesa cristiana. Sono inclusi anche simboli associati ai Quattro Evangelisti: un angelo per Matteo, un leone alato per Marco, un toro alato per Luca e un'aquila per Giovanni. Una colomba rappresenta lo Spirito Santo e vi è anche un'aquila coronata. Per rappresentare le nazioni d'origine e i reami del Commonwealth vennero utilizzate raffigurazioni di piante, tra cui una rosa Tudor (Inghilterra), un porro (Galles), un trifoglio (Irlanda del Nord), un cardo (Scozia), un fiore di acacia (Australia), una foglia d'acero (Canada), due tipi di loto (India e Sri Lanka), una felce (Nuova Zelanda), cotone, iuta e grano (Pakistan) e la protea (Sudafrica).

## Stola Reale di re Carlo III
Una nuova Stola Reale è stata realizzata nel 2023 per Carlo III dalla Royal School of Needlework , ispirandosi alla stola del 1953 del suo predecessore, Elisabetta II. È adornata con gli emblemi dei quattro paesi del Regno Unito, una colomba che rappresenta lo Spirito Santo, una corona in stile Tudor e un motivo basato sul pavimento Cosmati nell'abbazia di Westminster.